# Amphoe Sila Lat
Amphoe Sila Lat (in Thai อำเภอ ศิลาลาด) ist ein Landkreis (Amphoe – Verwaltungs-Distrikt) im Norden der Provinz Si Sa Ket. Die Provinz Si Sa Ket liegt in der Nordostregion von Thailand, dem so genannten Isan. 

## Geographie
Amphoe Sila Lat grenzt an die folgenden Distrikte (von Süden im Uhrzeigersinn): an Amphoe Rasi Salai in der Provinz Si Sa Ket, an die Amphoe Phon Sai, Nong Hi und Phanom Phrai der Provinz Roi Et, sowie an Amphoe Maha Chana Chai der Provinz Yasothon.

## Geschichte
Sila Lat wurde am 1. Juli 1997 zunächst als „Zweigkreis“ (King Amphoe) eingerichtet, indem vier Tambon vom Amphoe Rasi Salai abgetrennt wurden.
Am 15. Mai 2007 hatte die thailändische Regierung beschlossen, alle 81 King Amphoe in den einfachen Amphoe-Status zu erheben, um die Verwaltung zu vereinheitlichen.
Mit der Veröffentlichung in der Royal Gazette „Issue 124 chapter 46“ vom 24. August 2007 trat dieser Beschluss offiziell in Kraft.

## Verwaltung

### Provinzverwaltung
Der Landkreis Sila Lat ist in vier Tambon („Unterbezirke“ oder „Gemeinden“) eingeteilt, die sich weiter in 44 Muban („Dörfer“) unterteilen.
| Nr. | Name          | Thai     | Muban | Einw. |
| --- | ------------- | -------- | ----- | ----- |
| 1.  | Kung          | กุง       | 14    | 8.005 |
| 2.  | Khli Kling    | คลีกลิ้ง    | 11    | 5.229 |
| 3.  | Nong Bua Dong | หนองบัวดง | 09    | 4.478 |
| 4.  | Chot Muang    | โจดม่วง   | 10    | 2.683 |

### Lokalverwaltung
Es gibt vier „Tambon-Verwaltungsorganisationen“ (องค์การบริหารส่วนตำบล – Tambon Administrative Organizations, TAO) im Landkreis:
- Kung (Thai: องค์การบริหารส่วนตำบลกุง)
- Khli Kling (Thai: องค์การบริหารส่วนตำบลคลีกลิ้ง)
- Nong Bua Dong (Thai: องค์การบริหารส่วนตำบลหนองบัวดง)
- Chot Muang (Thai: องค์การบริหารส่วนตำบลโจดม่วง)